# Flèche (cours d'eau)
La Flèche est un petit fleuve côtier du nord du département du Finistère, en France.

## Description
Longue de 23,3 km, la Flèche prend sa source dans la commune de Bodilis juste à l'est-nord-est de l'emprise du terrain d'aviation de la base d'aéronautique navale de Landivisiau et traverse ou longe successivement les communes de Plougar, Saint-Derrien, Saint-Méen, Lanhouarneau, Plouider, Tréflez (où il reçoit son principal affluent de rive droite, le Frout, lequel prend sa source à Lanhouarneau et traverse Plounévez-Lochrist, avant de servir de limite communale entre cette commune et Tréflez), avant de longer Goulven et de se jeter dans la Manche au niveau de la baie de Goulven.
Son lit est composé en majorité de sable et de graviers et est fréquenté par des truites fario.

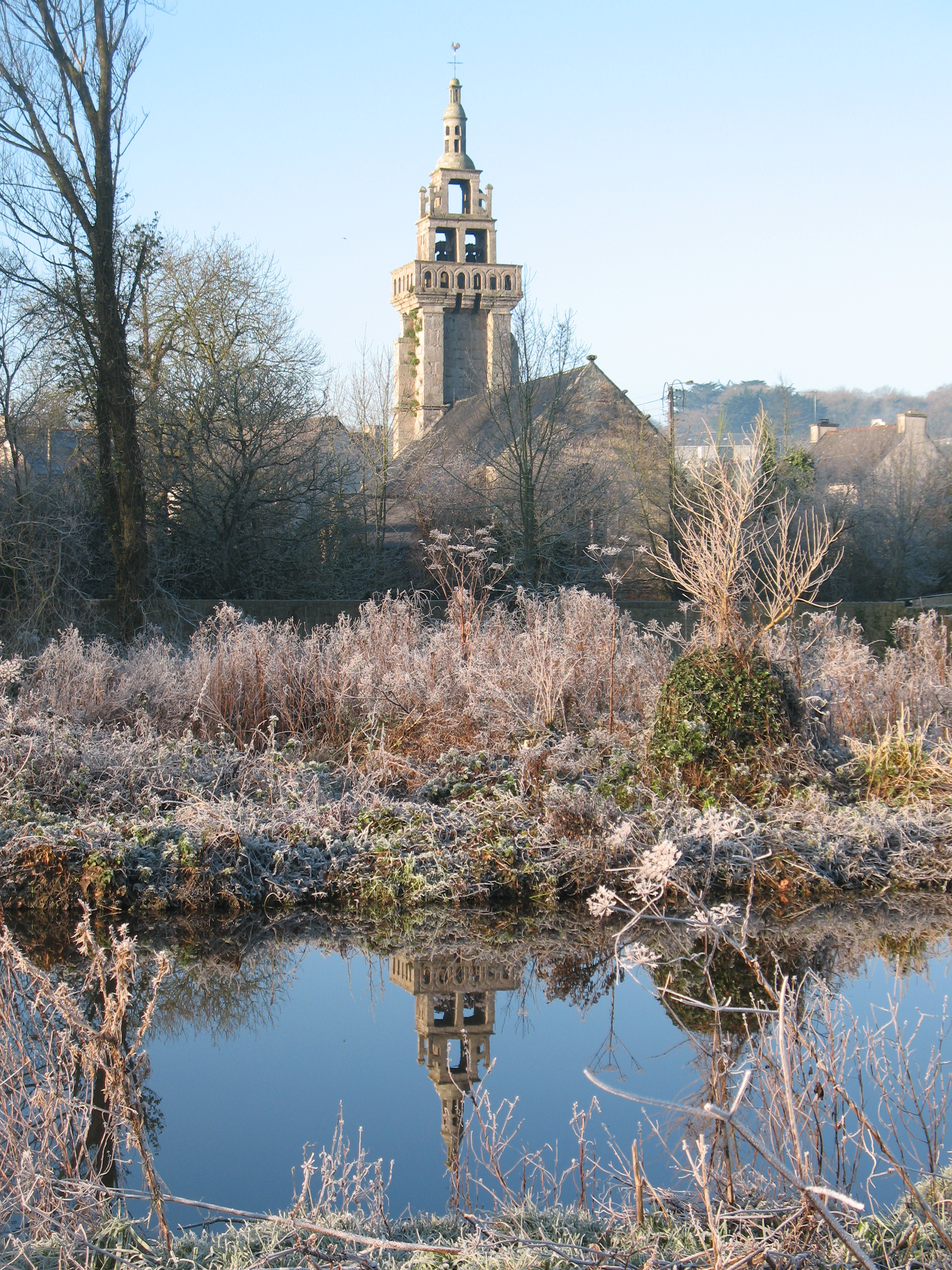
La flèche de la chapelle Saint-Fiacre se reflétant dans les eaux du fleuve côtier la Flèche à Pont-du-Châtel.
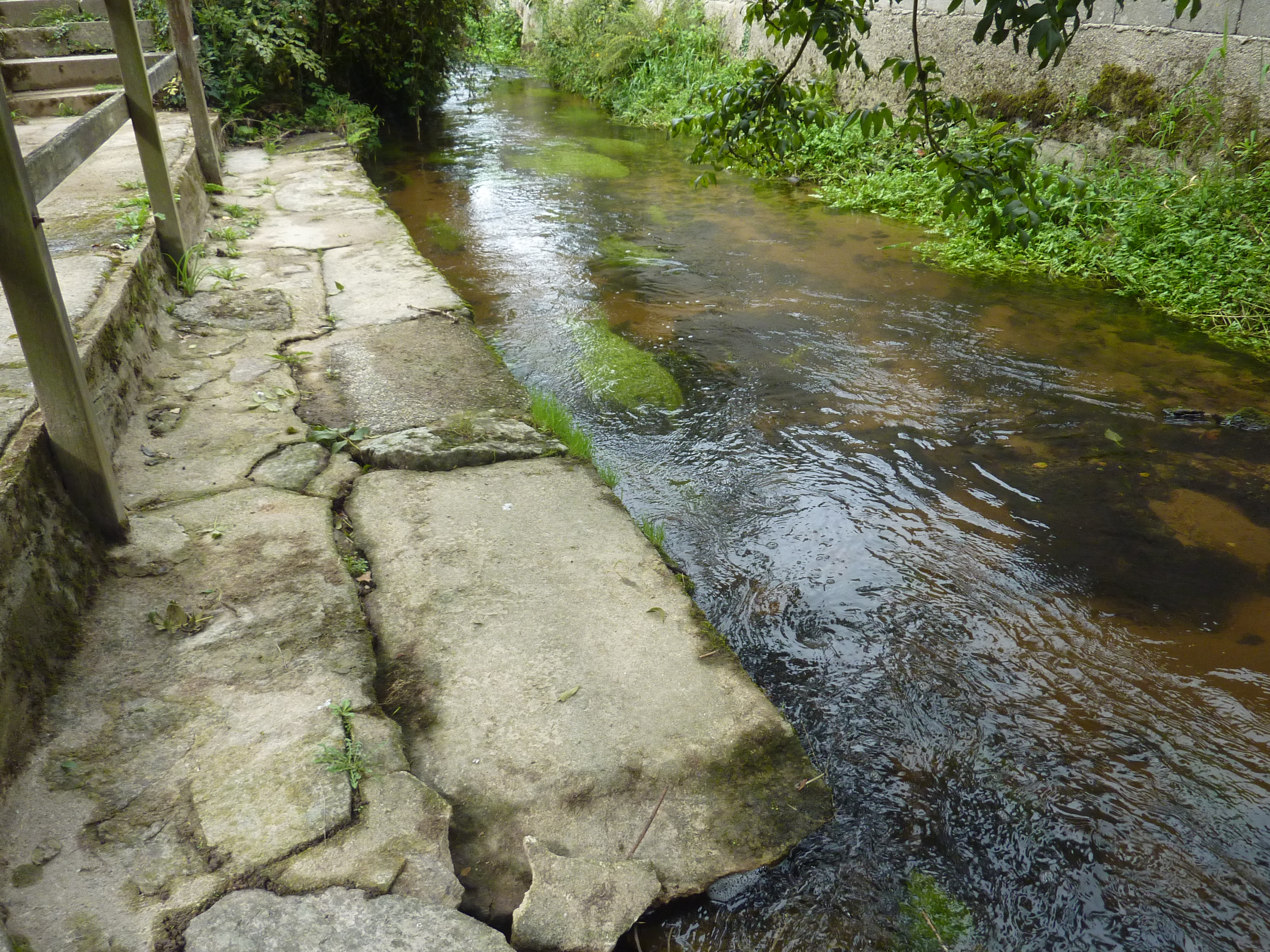
Lavoir sur la rive du fleuve côtier la Flèche à Pont-du-Châtel.
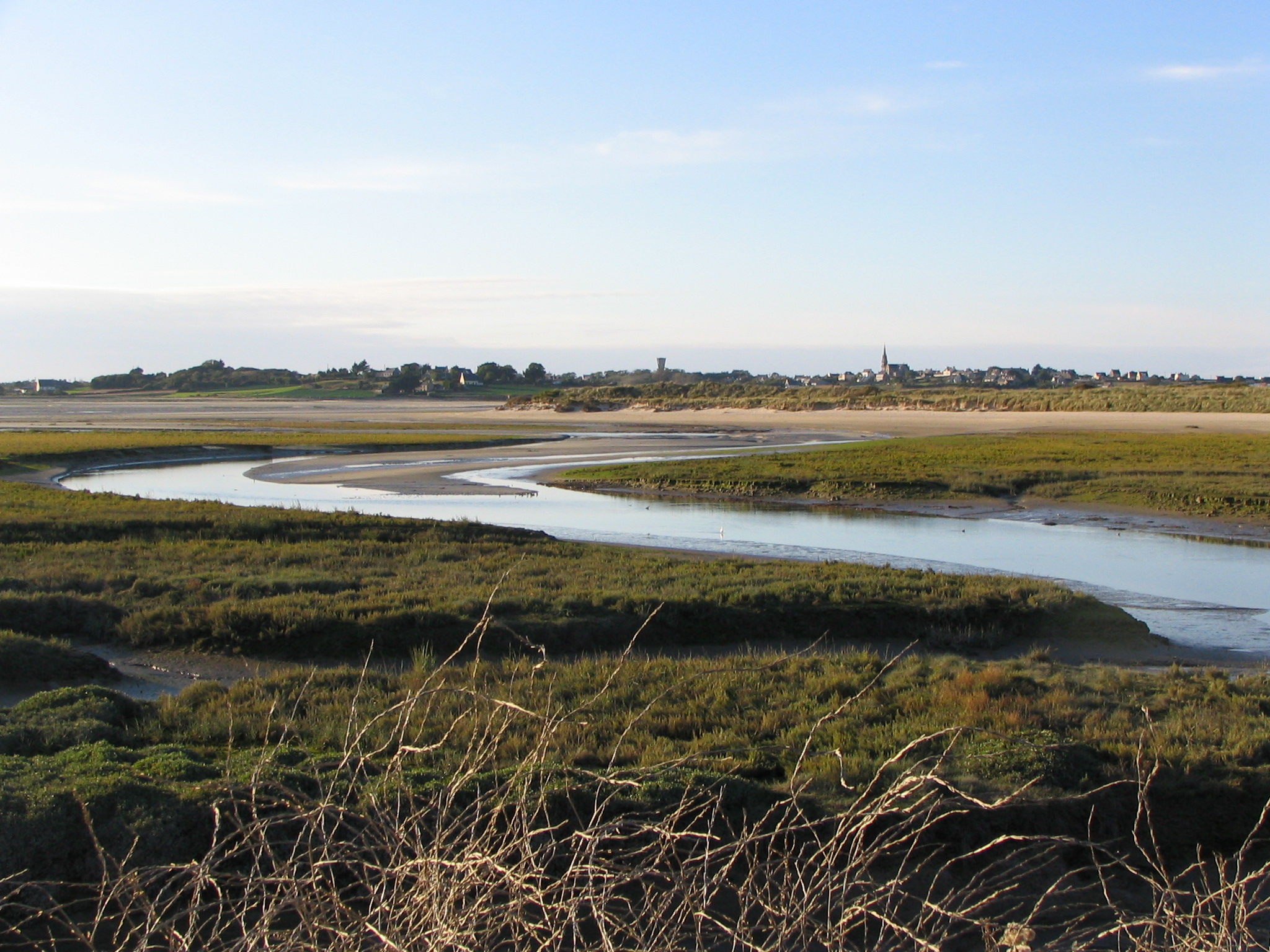
Baie de Goulven : la Flèche se jetant dans la mer à marée basse.

C'est une rivière à truites parfois victime de pollutions par le lisier.